# Christine Macel
Christine Macel, född 1969 i Paris, har utbildat sig i konsthistoria. Hon arbetade därefter från 1995 med kulturvård inom det franska kulturministeriet. Hon är sedan 2000 chefskurator på Musée national d’art moderne – Centre Pompidou i Paris.
Hon var kurator för den franska paviljongen på Konstbiennalen i Venedig 2013 och var konstnärlig ledare för Konstbiennalen i Venedig 2017.